# Фрідріх Мюнтер
Фрідріх Крістіан Карл Генріх Мюнтер (14 жовтня 1761 — 9 квітня 1830) — німецько-данський учений, теолог і єпископ Зеландії з 1808 року до своєї смерті. Його ім'я також записувалось як Фрідеріх Мюнтер.
Окрім посади єпископа Зеландії в Данській церкві, Мюнтер також був професором теології в Копенгагенському університеті, орієнталістом, істориком церкви, археологом і масоном.

## Особисте життя
Фрідріх Мюнтер народився 14 жовтня 1761 року у Готі в родині Бальтазара Мюнтера, священника. У 1765 році його батько разом із родиною переїхав до Копенгагена, щоб стати вікарієм у церкві Святого Петра. Перебуваючи у Копенгагені, Фрідріх навчався приватно у священника та насолоджувався компанією багатьох відомих знайомих свого батька, зокрема археолога Карстена Нібура, професора теології Йоганна Андреаса Крамера та поетів Фрідріха Ґотліба Клопштока та Генріха Вільгельма фон Герстенберга. Сестра Мюнтера, Софі Крістіане Фрідеріке Брун, була відомою письменницею та представницею вищого класу.
У 1791 році він побрався з Марією Елізабет Крон (1771—1842). Їхній первісток, Бальтазар (1794—1867), народився у Копенгагені і став пастором. Їхній другий син, Карл Вільгельм Теодор Мюнтер (1798—1841), був державним службовцем. Їхня донька, Марія Фредеріка Франциска Мюнтер (1796—1871), називалася Фанні. У 1815 році вона вийшла заміж за Якоба Пітера Мінстера, який через чотири роки після смерті Мюнтера став єпископом Зеландії.

## Кар'єра
У 1781 році він почав навчання у Геттінгенському університеті, у 1784 році він був першим протестантом, який здобув ступінь доктора філософії в університеті Фульди. Згодом король Данії Кристіан VII відправив його до Італії та Сицилії для продовження навчання. У Римі Мюнтер спілкувався зі Стефано Борджіа, який згодом став кардиналом. Там він вивчив коптську мову. У 1787 році він повернувся до Копенгагена та став професором Копенгагенського університету.

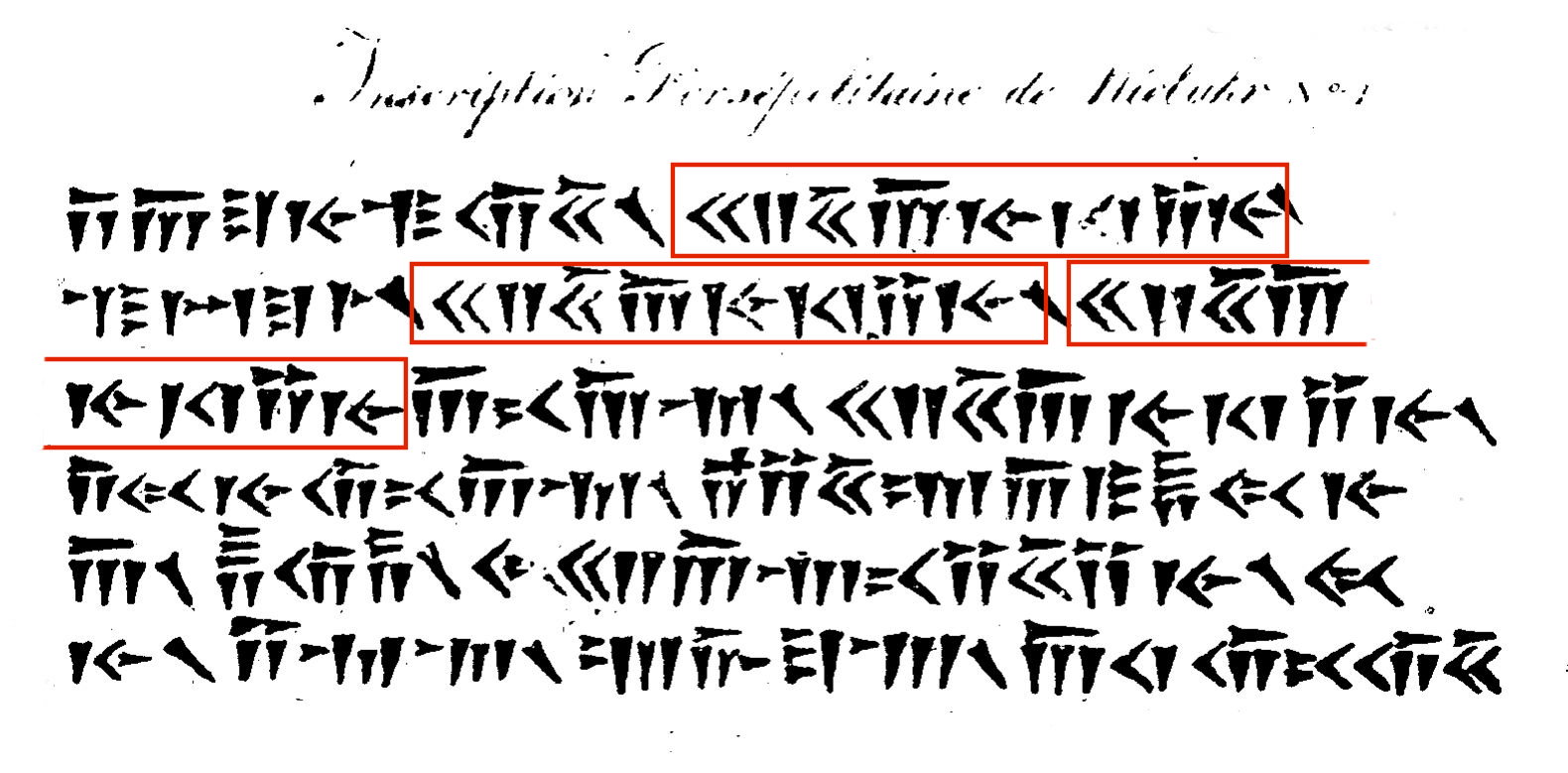
Персепольський напис Дарія Великого з послідовністю слів "𐎧𐏁𐎠𐎹𐎰𐎡𐎹 ", що з'являється кілька разів (виділено), і правильно ідентифікований Мюнтером як «Король».

Мюнтер зібрав й описав рукописи, що зберігалися у відомих італійських бібліотеках. Він уперше зібрав Наніанський кодекс і надіслав деякі витяги з нього Андреасу Берчу. Берч використав ці уривки у своєму виданні тексту чотирьох Євангелій грецькою мовою. Мюнтер також вивчав клинописні написи з Парса. Він виявив, що слова в написах розділені один від одного косим клином (𐏐), і що пам'ятники мають належати часам Кіра та його наступників. Одне слово (𐎧𐏁𐎠𐎹𐎰𐎡𐎹), яке зустрічається без будь-яких змін на початку кожного напису, він правильно визначив як «король». Ці знахідки були фундаментальними для розшифровки давньоперського клинопису Гротефендом у 1802 році.
Головна праця Мюнтера — «Religion der Karthager» (Копенгаген, 1816). Друге видання (1821) було розширено і містило нові дослідження. Серед інших праць «Sendschreiben an Kreuzer über Sardische Idole» (Копенгаген, 1822), «Der Tempel der himmlichen Göttin zu Paphos» (Копенгаген, 1824) та «Religion der Babylonier» (Копенгаген, 1827). Деякі невеликі археологічні праці Мюнтера увійшли до його «Antiquarische Abhandlungen» (Копенгаген, 1816).
Про нумізматику Мюнтер писав: «De numo plumbeo Zenobiae reginae Orientis et aeneo Palmyreno» (Петербург, 1823) і «Ueber die Münzen der Vandalischen Könige von Karthago» («Antiquarische Abhandlungen», стор. 301). У 1829 році його обрали членом Американського філософського товариства.

## Доробок

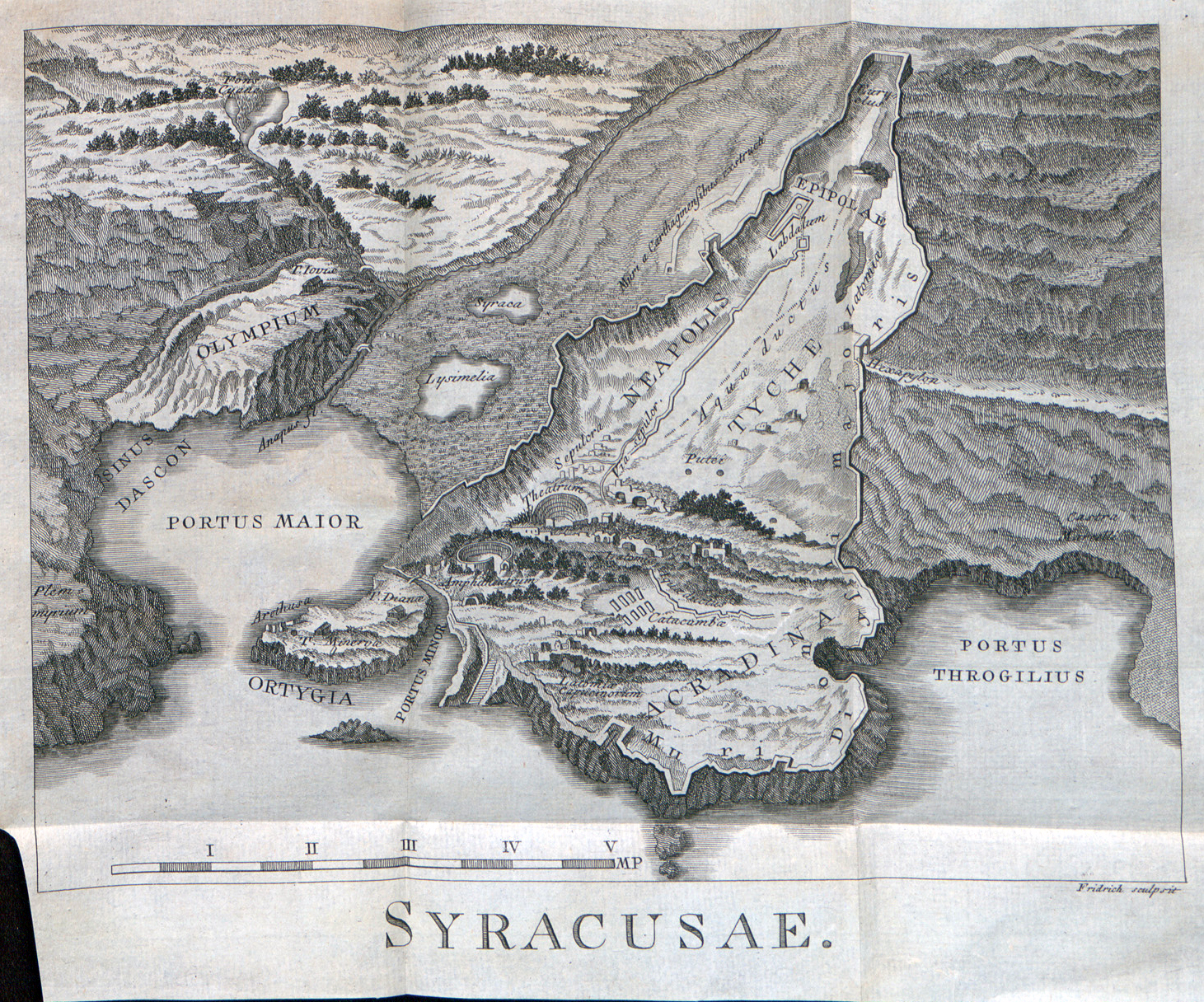
Карта Сіракуз, у Efterretninger om begge Sicilierne (1790)

- Betrachtung über die natürliche Religion (1805)
- De aetate versionum Novi Testamenti copticorum (1790)
- Доктор Бальтазар Мюнтерс Leben und Charakteristik (1793)
- Nachrichten über beide Sizilien (1790)
- Efterretninger om ge Sicilierne (1790)
- Statutenbuch des Ordens der Tempelherren — Sinzheim, AAGW, 2002 (Repr. d. Ausg. Берлін 1794)
- Vermischte Beyträge zur Kirchengeschichte — Kopenhagen, Proft & Storch, 1798
- Die Offenbarung Johannis metrisch in Deutsche übersetzt — Kopenhagen 1784
- Fragmenta Patrum Graecorum edit & illustr — Fasc. I. Hafniae 1788